# Finlandia en el Festival de la Canción de Eurovisión 2023
Finlandia participó en el LXVII Festival de la Canción de Eurovisión, que se celebró en Liverpool, Reino Unido del 9 al 13 de mayo de 2023, tras la imposibilidad de Ucrania de acoger el concurso por la victoria de Kalush Orchestra con la canción «Stefania». La Yleisradio (Radio General en español), radiodifusora encargada de la participación finesa dentro del festival, decidió mantener el formato de selección tradicional, organizando el Uuden Musiikin Kilpailu (UMK) para elegir al su representante en el concurso eurovisivo.
El festival celebrado en una sola gala el 25 de febrero de 2023, dio como ganador al cantante Käärijä con el rap de rock electrónico «Cha Cha Cha» compuesto por el mismo junto a Aleksi Nurmi y Johannes Naukkarinen, tras obtener la puntuación récord de 539 puntos.
Tras su elección, Käärijä rápidamente se convirtió en uno de los favoritos para ganar dentro de las casas de apuestas, llegando a las semanas previas para el concurso al segundo puesto por detrás de Loreen de Suecia.
Finalmente, en la final realizada el 13 de mayo, Finlandia consiguió su mejor resultado desde 2006, con Käärijä colocándose en 2° lugar con 526 puntos, 150 del jurado profesional y 376 del televoto; consiguiendo la mayor puntuación histórica para el país y su segundo podio en la historia.

## Historia de Finlandia en el Festival
Finlandia debutó en el Festival de 1961, participando desde entonces en 55 ocasiones. Finlandia es considerado como uno de los países con peores resultados en la historia del concurso. Solamente se ha clasificado dentro de los 10 mejores en 12 ocasiones y ha finalizado en último lugar de la final en 9 ocasiones, 3 de ellas con 0 puntos. Sin embargo, Finlandia ha obtenido una victoria dentro del festival: en 2006 con el grupo de heavy metal Lordi con la canción «Hard Rock Hallelujah». Desde la introducción de las semifinales en 2004, Finlandia ha mantenido resultados dispares, clasificando a la final en 10 ocasiones y siendo eliminado en 8.
En 2022, los ganadores del tradicional UMK, el grupo The Rasmus, se colocaron en 21.ª posición con 38 puntos en la gran final: 26 puntos del televoto (16.°) y 12 del jurado profesional (22.°), con el tema «Jezebel».

## Representante para Eurovisión

### Uuden Musiikin Kilpailu 2023
El UMK 2023 fue la 12° edición del festival finlandés. Finlandia confirmó su participación su participación en el Festival de la Canción de Eurovisión 2023 un día después de la final de Turín 2022, anunciando además al «Uuden Musiikin Kilpailu» como su método de selección para elegir a su representante en el festival eurovisivo. El reglamento del concurso fue presentado el 20 de junio de 2022. El periodo de recepción de las canciones se abrió entre el 1 y el 5 de septiembre de 2022, habiéndose recibido 363 candidaturas. El 11 de enero de 2023 se revelaron los 7 artistas seleccionados, mientras que sus canciones fueron presentadas entre el 12 y el 20 de enero.
Las canciones fueron seleccionadas por un comité conformado por Tapio Hakanen (jefe musical en YleX), Aija Puurtinen (preparador vocal), Amie Borgar (jefe musical en Yle X3M), Anssi Autio (productor del UMK), Johan Lindroos (jefe musical en Yle Radio Suomi), Jussi Mäntysaari (jefe musical en Nelonen Media), Juha-Matti Valtonen (director de televisión), Katri Norrlin (periodista musical en YleX) y Samuli Väänänen (Editor en jefe de Spotify Finlandia).
El show fue transmitido a través del canal principal Yle TV1 y tuvo comentarios en ocho idiomas: en finés por Mikko Silvennoinen, en sueco por Eva Frantz and Johan Lindroos, en inglés por Jani Kareinen, en ruso por Levan Tvaltvadze, en ucraniano por Galyna Sergeyeva, en lengua de señas finesa por Miguel Peltomaa, en sami del norte por Linda Tammela y en sami Inari por Heli Huovinen.
La competencia mantuvo el mismo sistema que el año anterior, consistiendo en una sola final con una fase de votación: después de que se presentaron las 7 candidaturas, se sometieron a una votación a 25% de 7 paneles de jurados internacionales y el 75% la votación del público. Cada panel de jurado otorgó 12, 10, 8, 6, 4 y 2 puntos en orden de mayor a menor preferencia a sus 6 canciones favoritas. De esta forma, el jurado repartió un total de 294 puntos. El público repartió un total de 882 puntos con base en el porcentaje de votos obtenidos a través de llamadas telefónicas, SMS y votos por la app. El mayor votado sumando ambas puntuaciones fue declarado ganador del festival y representante de Finlandia en Eurovisión.

#### Participantes
| Artista        | Canción (Traducción)                                                  | Idioma | Compositor(es)                                            | Fecha de publicación |
| -------------- | --------------------------------------------------------------------- | ------ | --------------------------------------------------------- | -------------------- |
| Keira          | «No Business On The Dancefloor» («Sin asuntos en la pista del baile») | Inglés | Teemu Brunila, Axel Ehnström, Jason OK                    | 12 de enero          |
| Benjamin       | «Hoida Mut» («Cuídame»)                                               | Finés  | Atso Soivio, Benjamin Peltonen, Iivari Suosalo            | 13 de enero          |
| Robin Packalen | «Girls Like You» («Chicas como tú»)                                   | Inglés | Robin Packalen, Joonas Parkkonen, Zoë Moss                | 16 de enero          |
| Lxandra        | «Something To Lose» («Algo que perder»)                               | Inglés | Alexandra Lehti, Amy Kuney, Belinda Huang, Minna Koivisto | 17 de enero          |
| Käärijä        | «Cha Cha Cha» («Cha cha cha»)                                         | Finés  | Aleksi Nurmi, Johannes Naukkarinen, Jere Pöyhönen         | 18 de enero          |
| KUUMAA         | «Ylivoimainen» («Superiores»)                                         | Finés  | Johannes Brotherus, Aarni Soivio, Jonttu Luhtavaara       | 19 de enero          |
| Portion Boys   | «Samaa Taivasta Katsotaan» («Miramos al mismo cielo»)                 | Finés  | Mikael Forsby, Mikko Tamminen, Raimo Paavola              | 20 de enero          |

1. ↑  Incluye una frase en inglés repetida en el coro.

#### Final
La final tuvo lugar el 25 de febrero de 2023 en el Logomo de Turku. presentado por Samu Haber. El orden de actuación fue publicado el 13 de febrero de 2023. Tras las votaciones, el rapero y máximo favorito de las casas de apuestas y medios especializados, Käärijä fue declarado ganador tras obtener 539 puntos, siendo su tema «Cha Cha Cha» la opción predilecta de los jurados internacionales y consiguiendo el 53% de los votos del público. Se recibieron un total de 231,968 votos: 93,324 llamadas y SMS y 138,644 a través de la app de Yle, lográndose una audiencia de 2.1 millones de espectadores.
Como actuaciones de intervalo actuaron el presentador Samu Haber, los ganadores del UMK 2022, The Rasmus y Bess, tercer lugar del mismo UMK 2022 y número más exitoso nacional en ese mismo año con su tema «Ram pam pam».
| N.º | Artista        | Canción                         | Jurado | Televoto | Televoto   | Televoto | Lugar | Total |
| N.º | Artista        | Canción                         | Puntos | Votos    | Porcentaje | Puntos   | Lugar | Total |
| --- | -------------- | ------------------------------- | ------ | -------- | ---------- | -------- | ----- | ----- |
| 1   | Robin Packalen | «Girls Like You»                | 28     | 21,303   | 9.2%       | 81       | 4     | 109   |
| 2   | KUUMAA         | «Ylivoimainen»                  | 44     | 16,569   | 7.1%       | 63       | 5     | 107   |
| 3   | Käärijä        | «Cha Cha Cha»                   | 72     | 122,822  | 52.9%      | 467      | 1     | 539   |
| 4   | Keira          | «No Business On The Dancefloor» | 42     | 23,933   | 10.3%      | 91       | 3     | 133   |
| 5   | Benjamin       | «Hoida Mut»                     | 34     | 8,416    | 3.6%       | 32       | 7     | 66    |
| 6   | Lxandra        | «Something To Lose»             | 46     | 6,312    | 2.7%       | 24       | 6     | 70    |
| 7   | Portion Boys   | «Samaa Taivasta Katsotaan»      | 28     | 32,613   | 14.1%      | 124      | 2     | 152   |

| Votación de jurado internacional | Votación de jurado internacional | Votación de jurado internacional | Votación de jurado internacional | Votación de jurado internacional | Votación de jurado internacional | Votación de jurado internacional | Votación de jurado internacional | Votación de jurado internacional | Votación de jurado internacional |
| Artista                          | Canción                          | Bandera del Reino Unido          | Bandera de Alemania              | Bandera de España                | Bandera de Suecia                | Bandera de Polonia               | Bandera de Australia             | Bandera de Ucrania               | Total                            |
| -------------------------------- | -------------------------------- | -------------------------------- | -------------------------------- | -------------------------------- | -------------------------------- | -------------------------------- | -------------------------------- | -------------------------------- | -------------------------------- |
| Robin Packalen                   | «Girls Like You»                 | 2                                |                                  | 2                                | 8                                | 2                                | 2                                | 12                               | 28                               |
| KUUMAA                           | «Ylivoimainen»                   | 10                               | 6                                | 6                                | 4                                | 4                                | 6                                | 8                                | 44                               |
| Käärijä                          | «Cha Cha Cha»                    | 6                                | 12                               | 12                               | 10                               | 10                               | 12                               | 10                               | 72                               |
| Keira                            | «No Business On The Dancefloor»  | 12                               | 4                                | 4                                | 6                                | 6                                | 4                                | 6                                | 42                               |
| Benjamin                         | «Hoida Mut»                      |                                  | 2                                |                                  | 12                               | 12                               | 8                                |                                  | 34                               |
| Lxandra                          | «Something To Lose»              | 4                                | 10                               | 10                               |                                  | 8                                | 10                               | 4                                | 46                               |
| Portion Boys                     | «Samaa Taivasta Katsotaan»       | 8                                | 8                                | 8                                | 2                                |                                  |                                  | 2                                | 28                               |

## En Eurovisión
De acuerdo a las reglas del festival, todos los concursantes debieron iniciar desde las semifinales, a excepción del anfitrión (en este caso, Reino Unido), el ganador del año anterior, Ucrania y el Big Five compuesto por Alemania, España, Francia, Italia y el propio Reino Unido. En el sorteo realizado el 31 de enero de 2023, Finlandia fue sorteada en la primera semifinal del festival. En este mismo sorteo, se determinó que participaría en la segunda mitad de la semifinal (posiciones 8-15). Semanas después, ya conocidos los artistas y sus respectivas canciones participantes, la producción del programa dio a conocer el orden de actuación, determinando que el país participaría en la decimoquinta y última posición, después de Países Bajos.
El festival se transmitió en el idioma oficial del país, el finés y en sus lenguas minoritarias: sueco, ruso, ucraniano y lenguas sami. Los comentarios en finés corrieron por parte de Mikko Silvennoinen en la trasmisión de televisión y de Sanna Pirkkalainen en la transmisión por radio en Yle Radio Suomi y por Sini Laitinen en YleX. Los comentarios en sueco corrieron por parte de Eva Frantz y Johan Lindroos en la transmisión por radio como online. Los comentarios en ruso correrán por parte de Levan Tvaltvadze. Los comentarios en lenguas sami corrieron en Sami inari por Heli Huovinen y en Sami septentrional por Aslak Paltto. Así mismo, por primera vez se transmitió en ucraniano por Galyna Sergeyeva. La portavoz de la votación del jurado profesional finlandés fue la cantante y participante del UMK 2022, Bess.

### Semifinal 1

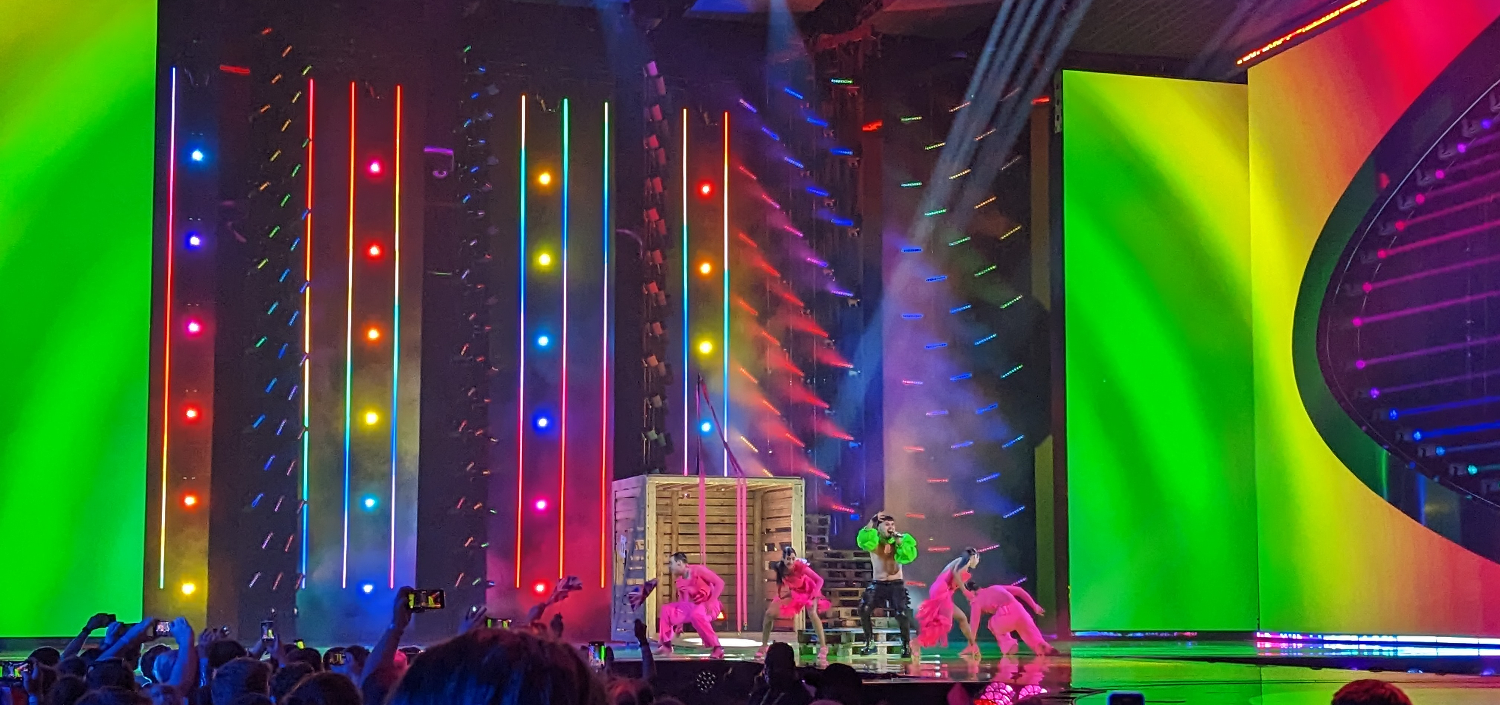
Käärijä durante uno de los ensayos general de la semifinal 1.

Käärijä tomó parte de los ensayos los días 1 y 3 de mayo así como de los ensayos generales con vestuario de la primera semifinal los días 8 y 9 de mayo. Finlandia se presentó en la posición 15, después de Países Bajos.
Al final del show, Finlandia fue anunciada como uno de los 10 países finalistas.Los resultados revelados una vez terminado el festival, le otorgaron la victoria de la semifinal a Finlandia con un total de 177 puntos, incluyendo la máxima puntuación de siete países: Alemania, Croacia, Irlanda, Israel, Letonia, Noruega y Suecia, recibiendo como puntuación mínima los 6 puntos de Moldavia. Esto significó la segunda victoria finesa en una semifinal, tras la de Lordi en 2006.

### Final
Durante un sorteo previo a la rueda de prensa de los ganadores de la primera semifinal, se decidió en que mitad participaría cada finalista. Finlandia fue sorteada para participar en la primera mitad de la final (posiciones 1-13).El orden de actuación revelado durante la madrugada del viernes 12 de mayo, decidió que Finlandia debía actuar en la posición 13 por delante de Estonia y por detrás de República Checa. Käärijä tomó parte de los ensayos generales con vestuario de la final los días 12 y 13 de mayo.El ensayo general de la tarde del 12 fue tomado en cuenta por los jurados profesionales para emitir sus votos, que representaron el 50% de los puntos.
Durante la votación, Finlandia se colocó en 4° lugar en la votación del jurado profesional con 150 puntos, recibiendo puntos de 22 jurados, incluyendo las máximas puntuaciones de Noruega y Suecia. Posteriormente se anunció su puntuación en la votación del televoto: la 1ª posición con 376 puntos, siendo votado por todos los países, incluyendo 18 máximas puntuaciones. Esta puntuación del público pasó a convertirse la tercera más grande en la historia del concurso, después de Kalush Orchestra en 2022 y Alexander Rybak en 2009. La sumatoria final de 526 puntos posicionó a Finlandia en 2ª posición, su mejor resultado desde su victoria en 2006 y significó la segunda ocasión que el país se posiciona dentro del Top 5 de la competencia en su historia.

### Votación

#### Puntuación a Finlandia

##### Semifinal 1
| Televoto                                                             | Televoto                                                     | Televoto                       | Televoto                   | Televoto   |
| 12 puntos                                                            | 10 puntos                                                    | 8 puntos                       | 7 puntos                   | 6 puntos   |
| -------------------------------------------------------------------- | ------------------------------------------------------------ | ------------------------------ | -------------------------- | ---------- |
| - Alemania - Croacia - Irlanda - Israel - Letonia - Noruega - Suecia | - Países Bajos - Portugal - Resto del Mundo - Serbia - Suiza | - Azerbaiyán - República Checa | - Francia - Italia - Malta | - Moldavia |
| 5 puntos                                                             | 4 puntos                                                     | 3 puntos                       | 2 puntos                   | 1 punto    |
|                                                                      |                                                              |                                |                            |            |

##### Final
| Jurado | Jurado | Jurado                                                               | Jurado              | Jurado                                 |
| 12 puntos | 10 puntos                                                                                                   | 8 puntos                                                             | 7 puntos            | 6 puntos                               |
| --- | --- | -------------------------------------------------------------------- | ------------------- | -------------------------------------- |
| - Noruega - Suecia | - Estonia - Islandia - Países Bajos                                                                         | - Armenia - Austria - Dinamarca - Francia - Irlanda - Israel - Malta | - Croacia - Serbia  |                                        |
| 5 puntos | 4 puntos | 3 puntos                                                             | 2 puntos            | 1 punto                                |
| - Australia - Bélgica - República Checa | | - Azerbaiyán - Chipre - Lituania                                     |                     | - España - Georgia                     |
| Televoto | |                                                                      |                     |                                        |
| 12 puntos | 10 puntos                                                                                                   | 8 puntos                                                             | 7 puntos            | 6 puntos                               |
| - Alemania - Australia - Austria - Bélgica - Dinamarca - España - Estonia - Irlanda - Islandia - Israel - Letonia - Lituania - Noruega - Países Bajos - Reino Unido - San Marino - Serbia - Suecia | - Croacia - Eslovenia - Grecia - Polonia - Portugal - República Checa - Resto del Mundo - Rumania - Ucrania | - Azerbaiyán - Georgia - Malta - Suiza                               | - Chipre - Moldavia | - Albania - Armenia - Francia - Italia |
| 5 puntos | 4 puntos | 3 puntos                                                             | 2 puntos            | 1 punto                                |
| | |                                                                      |                     |                                        |

#### Votación realizada por Finlandia
| Puntos    | Televoto        |
| --------- | --------------- |
| 12 puntos | República Checa |
| 10 puntos | Noruega         |
| 8 puntos  | Suiza           |
| 7 puntos  | Moldavia        |
| 6 puntos  | Croacia         |
| 5 puntos  | Suecia          |
| 4 puntos  | Serbia          |
| 3 puntos  | Letonia         |
| 2 puntos  | Portugal        |
| 1 punto   | Israel          |

| Puntos    | Jurado          | Televoto        |
| --------- | --------------- | --------------- |
| 12 puntos | Suecia          | Noruega         |
| 10 puntos | Suiza           | República Checa |
| 8 puntos  | República Checa | Australia       |
| 7 puntos  | Francia         | Eslovenia       |
| 6 puntos  | Italia          | Estonia         |
| 5 puntos  | Bélgica         | Alemania        |
| 4 puntos  | Reino Unido     | Croacia         |
| 3 puntos  | Portugal        | Moldavia        |
| 2 puntos  | Austria         | Austria         |
| 1 punto   | Chipre          | Suiza           |

##### Desglose
El jurado finlandés en la final estuvo compuesto por:
- Jonas Olsson
- Kaisa Korhonen
- Ilkka Mattila
- Saara Everi
- Niina Jokiaho

| Semifinal 1 | Semifinal 1  | Semifinal 1                | Semifinal 1                |
| N.º         | País         | Televoto                   | Televoto                   |
| N.º         | País         | Ranking                    | Puntos                     |
| ----------- | ------------ | -------------------------- | -------------------------- |
| 01          | Noruega      | 2                          | 10                         |
| 02          | Malta        | 11                         |                            |
| 03          | Serbia       | 7                          | 4                          |
| 04          | Letonia      | 8                          | 3                          |
| 05          | Portugal     | 9                          | 2                          |
| 06          | Irlanda      | 14                         |                            |
| 07          | Croacia      | 5                          | 6                          |
| 08          | Suiza        | 3                          | 8                          |
| 09          | Israel       | 10                         | 1                          |
| 10          | Moldavia     | 4                          | 7                          |
| 11          | Suecia       | 6                          | 5                          |
| 12          | Azerbaiyán   | 12                         |                            |
| 13          | Chequia      | 1                          | 12                         |
| 14          | Países Bajos | 13                         |                            |
| 15          | Finlandia    | -------------------------- | -------------------------- |

| Final | Final       | Final                      | Final                      | Final                      | Final                      | Final                      | Final                      | Final                      | Final                      | Final                      |
| N.º   | País        | Jurado                     | Jurado                     | Jurado                     | Jurado                     | Jurado                     | Jurado                     | Jurado                     | Televoto                   | Televoto                   |
| N.º   | País        | Jurado A                   | Jurado B                   | Jurado C                   | Jurado D                   | Jurado E                   | Rank                       | Pts                        | Rank                       | Pts                        |
| ----- | ----------- | -------------------------- | -------------------------- | -------------------------- | -------------------------- | -------------------------- | -------------------------- | -------------------------- | -------------------------- | -------------------------- |
| 01    | Austria     | 9                          | 4                          | 10                         | 23                         | 10                         | 9                          | 2                          | 9                          | 2                          |
| 02    | Portugal    | 11                         | 10                         | 9                          | 4                          | 12                         | 8                          | 3                          | 23                         |                            |
| 03    | Suiza       | 4                          | 16                         | 2                          | 2                          | 1                          | 2                          | 10                         | 10                         | 1                          |
| 04    | Polonia     | 8                          | 23                         | 18                         | 17                         | 16                         | 20                         |                            | 19                         |                            |
| 05    | Serbia      | 25                         | 24                         | 25                         | 14                         | 13                         | 24                         |                            | 12                         |                            |
| 06    | Francia     | 14                         | 9                          | 5                          | 7                          | 4                          | 4                          | 7                          | 11                         |                            |
| 07    | Chipre      | 3                          | 22                         | 11                         | 15                         | 14                         | 10                         | 1                          | 18                         |                            |
| 08    | España      | 19                         | 8                          | 8                          | 19                         | 19                         | 17                         |                            | 20                         |                            |
| 09    | Suecia      | 1                          | 2                          | 1                          | 1                          | 2                          | 1                          | 12                         | 13                         |                            |
| 10    | Albania     | 23                         | 15                         | 21                         | 8                          | 23                         | 21                         |                            | 21                         |                            |
| 11    | Italia      | 13                         | 14                         | 6                          | 12                         | 3                          | 5                          | 6                          | 17                         |                            |
| 12    | Estonia     | 12                         | 11                         | 4                          | 13                         | 21                         | 12                         |                            | 5                          | 6                          |
| 13    | Finlandia   | -------------------------- | -------------------------- | -------------------------- | -------------------------- | -------------------------- | -------------------------- | -------------------------- | -------------------------- | -------------------------- |
| 14    | Chequia     | 5                          | 1                          | 3                          | 6                          | 11                         | 3                          | 8                          | 2                          | 10                         |
| 15    | Australia   | 7                          | 5                          | 12                         | 20                         | 25                         | 13                         |                            | 3                          | 8                          |
| 16    | Bélgica     | 18                         | 12                         | 19                         | 3                          | 5                          | 6                          | 5                          | 14                         |                            |
| 17    | Armenia     | 16                         | 21                         | 20                         | 22                         | 6                          | 18                         |                            | 24                         |                            |
| 18    | Moldavia    | 15                         | 25                         | 24                         | 11                         | 22                         | 23                         |                            | 8                          | 3                          |
| 19    | Ucrania     | 21                         | 13                         | 13                         | 24                         | 8                          | 19                         |                            | 16                         |                            |
| 20    | Noruega     | 10                         | 17                         | 7                          | 10                         | 9                          | 14                         |                            | 1                          | 12                         |
| 21    | Alemania    | 17                         | 20                         | 15                         | 9                          | 24                         | 22                         |                            | 6                          | 5                          |
| 22    | Lituania    | 6                          | 18                         | 17                         | 5                          | 17                         | 11                         |                            | 22                         |                            |
| 23    | Israel      | 20                         | 6                          | 14                         | 18                         | 7                          | 15                         |                            | 15                         |                            |
| 24    | Eslovenia   | 22                         | 19                         | 23                         | 16                         | 18                         | 25                         |                            | 4                          | 7                          |
| 25    | Croacia     | 24                         | 3                          | 22                         | 21                         | 15                         | 16                         |                            | 7                          | 4                          |
| 26    | Reino Unido | 2                          | 7                          | 16                         | 25                         | 20                         | 7                          | 4                          | 25                         |                            |